# 阿失帖木儿
阿失帖木儿（？—1478年），清代译作俺檀汗、额斯墨特达尔罕诺颜、额斯图木，是15世纪蒙古瓦剌部領袖，也先的次子。
1451年，也先命他为太师。其父被阿剌知院杀死后，继承瓦剌的权力，但不能统一全蒙古。他驻牧漠北，辖地东至克鲁伦河中上游，西至额尔齐斯河上游。与东蒙古孛来等人结盟，向西伊犁河一带扩张，驻牧于漠北和林一带。和广宁王毛里孩争战，击败科尔沁部的齐王孛鲁乃，使毛里孩久居河套，不敢渡过黄河。他向明朝朝贡，部属五十余人受到明朝封爵。又与癿加思兰、亦思马勒还有自己叔父赛罕王联盟。1478年，阿失帖木儿在和林病故，子克舍、阿沙、阿力古多嗣位。
1457年，烏茲別克汗國阿布海兒的軍隊和由他領導的衛拉特人的戰鬥發生在塞格納克附近。這場戰鬥持續了好幾個小時，以阿布海兒失敗而告終。阿失帖木兒佔據了錫爾河一帶。
| 前任： 也先 | 瓦剌首领 1454年—1478年 | 繼任： 克舍 |